# Torkel Petersson
Torkel Petersson (ur. 19 sierpnia 1969) – szwedzki aktor filmowy. Zadebiutował w 1999 roku w filmie Noll Tolerans. Największymi filmowymi sukcesami w dorobku aktora były występy w Jalla! Jalla! (reż. Josef Fares) oraz komedii Kopps (w Polsce pod tytułem Policjanci).

## Filmografia
- Noll Tolerans - (1999)
- Jalla! Jalla! - (2000)
- Gamla Män i Nya Bilar - (2002)
- Kopps - (2003)
- Mamma Pappa Barn - (2003)
- Tur & Retur - (2003)
- Doxa - (2005)
- Offside - (2006)
- Półtoraroczny Patryk - (Patrik 1,5, 2008)